# San Miguel Island
San Miguel Island – najbardziej wysunięta na zachód, szósta pod względem wielkości wyspa archipelagu Channel Islands, położona w granicach hrabstwa Santa Barbara, w Kalifornii, w Stanach Zjednoczonych.
Wyspa jest częścią Parku Narodowego Channel Islands.
Najwyższym punktem na wyspie jest wzniesienie San Miguel Hill – 253 m n.p.m.